# Melbourne Indoor 1985
Il Melbourne Indoor 1985 è stato un torneo di tennis giocato sintetico indoor. È stata la 5ª edizione del Melbourne Indoor, che fa parte del Nabisco Grand Prix 1985. Si è giocato a Melbourne in Australia dal 21 al 27 ottobre 1985.

## Campioni

### Singolare maschile
Marty Davis ha battuto in finale  Paul Annacone con il punteggio di 6–4, 6–4

### Doppio maschile
Brad Drewett /  Matt Mitchell hanno battuto in finale  David Dowlen /  Nduka Odizor con il punteggio di 4–6, 7–6, 6–4